# Abrogans

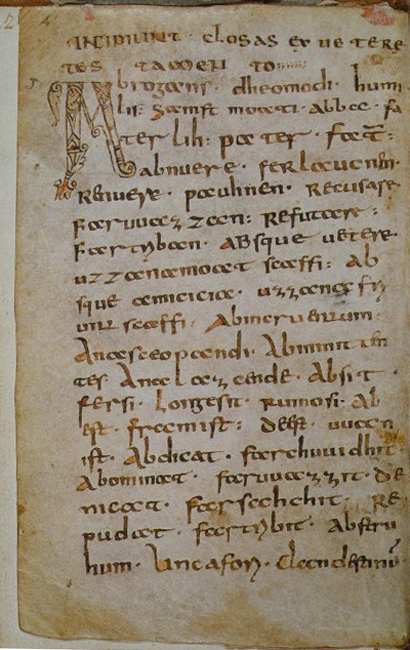
Codex Abrogans

De Abrogans is heden (2004) het oudst bekende boek in het Duits, meer bepaald in het Oudhoogduits, en stamt uit de 8e eeuw na Christus. De Abrogans is handgeschreven. Alhoewel er 20 handschriften te herkennen zijn, wordt het boek soms toegeschreven aan de geestelijke Arbeo. De Abrogans werd veelvuldig gekopieerd, doch slechts 1 origineel exemplaar is bewaard gebleven. Dat origineel is in het bezit van de Stiftsbibliotheek St. Gallen, in Zwitserland. De volledige tekst van de Abrogans is onder andere elektronisch toegankelijk gemaakt door het Centrum für Informations- und Sprachverarbeitung (CIS) van de Universiteit van München in haar project Chronologisches Wörterbuch des Deutschen.
Alhoewel de Abrogans onder andere de eerste Duitse vertaling van het gebed Onze Vader bevat, is het in hoofdzaak een woordenboek. Het is een tegelijk een Latijns verklarend woordenboek, en een vertalend Latijns-Duits woordenboek. Het boek is genoemd naar het eerste lemma. 
Alhoewel de lemmata in doorlopende tekst geschreven zijn, enkel gescheiden door overigens inconsequente interpunctie, is de rangschikking van de lemma's reeds ruwweg alfabetisch zoals in moderne woordenboeken, maar duidelijk al schrijvende tot stand gekomen en dus onvolkomen. Bovendien worden verwante lemmata bij hetzelfde artikel opgenomen, omdat de schrijver er op dat moment toevallig aan dacht. Zo luidt de (doorlopend geschreven) tekst voor de eerste lemmata :
Abrogans. dheomodi. humilis: samftmoati. abba. faterlih: pater. fater:
Hier herkennen we de volgende woordparen (ineens vertaald naar het Nederlands):
 Abrogans: deemoedig

 humilis: zachtmoedig

 abba: vaderlijk (had dus voor abrogans moeten staan, betekent tegenwoordig trouwens eerder abt)

 pater: vader
Bovendien wordt het opzoeken nog bemoeilijkt door de vermenging van de 2 functies, nl. verklaren en vertalen. Zo luidt bijvoorbeeld het artikel voor het Latijnse hiems (winter) als volgt:
hyems. uuintar. tempestas. unuuitari. uel frigus. edho frost.
Te lezen als:
 hiems (winter): tempestas (onweer) of frigus (koude)